# Liste psychotherapeutischer Fachzeitschriften
Die Liste psychotherapeutischer Fachzeitschriften enthält eine Auswahl wissenschaftlicher Fachzeitschriften, in denen empirische Studien oder Übersichtsarbeiten aus dem Bereich der Psychotherapie veröffentlicht werden bzw. wurden.

## Aktuelle Zeitschriften
| Journalname                                                                                               | Abkürzung                              | Erstausgabe | Herausgeber | ISSN           |
| --- | -------------------------------------- | ----------- | --- | -------------- |
| American Journal of Psychotherapy                                                                         | Am J Psychother                        | 1947        | Association for the Advancement of Psychotherapy | ISSN 0002-9564 |
| Annals of Behavioral Medicine                                                                             | Ann Behav Med                          | 1985        | Society of Behavioral Medicine | ISSN 0883-6612 |
| Behavioural and Cognitive Psychotherapy                                                                   | Behav Cogn Psychother                  | 1975        | British Association for Behavioural and Cognitive Psychotherapies | ISSN 1352-4658 |
| Behaviour Research and Therapy                                                                            | Behav Res Ther                         | 1963        | | ISSN 0005-7967 |
| Behavior Therapy                                                                                          | Behav Ther                             | 1970        | Association for Behavioral and Cognitive Therapies | ISSN 0005-7894 |
| British Journal of Psychiatry                                                                             | Br J Psychiatry                        | 1963        | Royal College of Psychiatrists | ISSN 0007-1250 |
| Clinical Psychology and Psychotherapy                                                                     | Clin Psychol Psychother                | 1993        | | ISSN 1099-0879 |
| Clinical Psychology: Science and Practice                                                                 | Clin Psychol                           | 1994        | American Psychological Association | ISSN 1468-2850 |
| Cognitive Therapy and Research                                                                            | Cognit Ther Res                        | 1977        | | ISSN 0147-5916 |
| European Journal of Psychotherapy & Counselling                                                           |                                        | 1998        | verschiedene | ISSN 1364-2537 |
| Existenzanalyse                                                                                           |                                        | 1995        | Internationale Gesellschaft für Logotherapie und Existenzanalyse (GLE-Int.) | ISSN 1024-7033 |
| Forum der Psychoanalyse                                                                                   | Forum Psychoanal                       | 1985        | | ISSN 1437-0751 |
| General Hospital Psychiatry                                                                               | Gen Hosp Psychiatry                    | 1979        | | ISSN 0163-8343 |
| Gruppenpsychotherapie und Gruppendynamik                                                                  | Gruppenpsychother Gruppendyn           | 1968        | DAGG, ÖAGG u. a. | ISSN 0017-4947 |
| International Journal of Humanistic Psychodrama                                                           | IJHPD, J Hum Psychodrama               | 1995        | Publisher of Psychotherapeutic Institute Bergerhausen | ISSN 0949-3018 |
| ICCPP-Journal of Clinical Psychology and Psychotherapy                                                    | ICCPP-Journal, J Clin Psychology       | 2021        | Publisher of Psychotherapeutic Institute Bergerhausen | ISSN 2747-6464 |
| Journal of Abnormal Psychology                                                                            | JAP, J Abnorm Psychol                  | 1906/1965   | American Psychological Association | ISSN 0145-2347 |
| Journal of Behavior Therapy and Experimental Psychiatry                                                   | J Behav Ther Exp Psychiatry            | 1970        | | ISSN 0005-7916 |
| Journal of Clinical Psychology                                                                            | J Clin Psychol                         | 1945        | | ISSN 0021-9762 |
| Journal of Cognitive Psychotherapy                                                                        |                                        | 1987        | | ISSN 0889-8391 |
| Journal of Counseling Psychology                                                                          | J Couns Psychol                        | 1954        | American Psychological Association | ISSN 1939-2168 |
| Journal of Consulting and Clinical Psychology                                                             | JCCP, J Consult Clin Psychol           | 1937        | American Psychological Association | ISSN 1939-2117 |
| Journal of the American Psychoanalytic Association                                                        | JAPA, J Am Psychoanal Assoc            | 1953        | American Psychoanalytic Association | ISSN 0003-0651 |
| PERSON - Internationale Zeitschrift für Personenzentrierte und Experienzielle Psychotherapie und Beratung | PERSON                                 | 1997        | ÄGG – Ärztliche Gesellschaft für Gesprächspsychotherapie, DPGG – Deutsche Psychologische Gesellschaft für Gesprächspsychotherapie e.V., Forum – Personzentrierte Psychotherapie, Ausbildung und Praxis, GwG – Gesellschaft für Personzentrierte Psychotherapie und Beratung e.V., IPEA – Institut für personzentrierte und experientielle Angebote, IPS – Institut für Personzentrierte Studien der APG, ÖGwG – Österreichische Gesellschaft für wissenschaftliche klientenzentrierte Psychotherapie und personorientierte Gesprächsführung, pcaSuisse – Schweizerische Gesellschaft für den Personzentrierten Ansatz. Trägerin des pcaInstitut, VRP – Vereinigung Rogerianische Psychotherapie | ISSN 1028-6837 |
| Professional Psychology: Research and Practice                                                            |                                        | 1969        | American Psychological Association | ISSN 0735-7028 |
| Psyche | Psyche (Stuttg)                        | 1947        | | ISSN 0033-2623 |
| Psychology and Psychotherapy: Theory Research and Practice                                                | Psychol Psychother                     | 1923/2002   | British Psychological Society | ISSN 1476-0835 |
| Psychosomatic Medicine                                                                                    | Psychosom Med                          | 1939        | American Psychosomatic Society | ISSN 0033-3174 |
| Psychotherapie im Dialog                                                                                  | PiD                                    | 2000        | | ISSN 1438-7026 |
| Psychotherapie Psychosomatik Medizinische Psychologie                                                     | PPmP, Psychother Psychosom Med Psychol | 1983        | Deutsches Kollegium für Psychosomatische Medizin | ISSN 0937-2032 |
| Psychotherapy: Theory, Research, Practice, Training                                                       | Psychother Theory Res Pract            | 1963        | American Psychological Association | ISSN 1939-1536 |
| Psychotherapy and Psychosomatics                                                                          | Psychother Psychosom                   | 1953        | International College of Psychosomatic Medicine, International Federation for Psychotherapy | ISSN 0033-3190 |
| Psychotherapy Research                                                                                    | Psychother Res                         | 1991        | Society for Psychotherapy Research | ISSN 1050-3307 |
| The American Journal of Psychoanalysis                                                                    | AJP, Am J Psychoanal                   | 1941        | Association for the Advancement of Psychoanalysis | ISSN 0002-9548 |
| The Clinical Psychologist                                                                                 |                                        | 1966        | American Psychological Association | ISSN 0009-9244 |
| The International Journal of Psychoanalysis                                                               | Int J Psychoanal                       | 1920/1988   | International Psychoanalytical Association | ISSN 0020-7578 |
| The Journal of Clinical Psychiatry                                                                        | JCP, J Clin Psychiatry                 | 1979        | American Academy of Clinical Psychiatrists | ISSN 0160-6689 |
| Verhaltenstherapie: Praxis, Forschung, Perspektiven                                                       |                                        | 1991        | Deutsche Gesellschaft für Verhaltensmedizin und Verhaltensmodifikation | ISSN 1016-6262 |
| Verhaltenstherapie & psychosoziale Praxis                                                                 | VPP                                    | 1981        | Deutsche Gesellschaft für Verhaltenstherapie | ISSN 0721-7234 |
| Verhaltenstherapie & Verhaltensmedizin                                                                    |                                        | 1991        | DVT, AVM, SGVT | ISSN 1050-3307 |
| Zeitschrift für klinische Psychologie und Psychotherapie: Forschung und Praxis                            | Z Klin Psychol Psychother              | 2000        | DGP, BDP, DGVT, GWG, BÖP, AVM | ISSN 1616-3443 |
| Zeitschrift für Medizinische Psychologie                                                                  | Z Med Psychol                          | 1992        | Deutsche Gesellschaft für Medizinische Psychologie | ISSN 0940-5569 |
| Zeitschrift für Psychiatrie, Psychologie und Psychotherapie                                               | ZPPP                                   | 1952/2006   | | ISSN 1661-4747 |
| Zeitschrift für Psychosomatische Medizin und Psychotherapie                                               | Z Psychosom Med Psychother             | 1999        | Deutsche Gesellschaft für Psychosomatische Medizin und Ärztliche Psychotherapie | ISSN 1438-3608 |

## Früher erschienene Zeitschriften
| Journalname                                                                | Abkürzung                            | erschienen von - bis | ISSN           | ggf. heutiger Name                                                             |
| -------------------------------------------------------------------------- | ------------------------------------ | -------------------- | -------------- | ------------------------------------------------------------------------------ |
| Advances in Behaviour Research and Therapy                                 | Adv Behav Bes Ther                   | 1977–1994            | ISSN 0146-6402 | Behaviour Research and Therapy                                                 |
| Bulletin der Gesellschaft für Logotherapie und Existenzanalyse             |                                      | 1985–1994            | ISSN 0258-5383 | Existenzanalyse                                                                |
| International Journal of Psychoanalytic Psychotherapy                      | IJPP, Int J Psychoanal Psychother    | 1972–1986            | ISSN 0091-0600 |                                                                                |
| Jahrbuch für Psychologie und Psychotherapie                                |                                      | 1952–1959            | ISSN 0340-3467 | Zeitschrift für Psychiatrie, Psychologie und Psychotherapie                    |
| Jahrbuch für Psychologie, Psychotherapie und medizinische Anthropologie    |                                      | 1959–1970            | ISSN 0021-4000 | Zeitschrift für Psychiatrie, Psychologie und Psychotherapie                    |
| Journal of Psychotherapy Practice and Research                             | J Psychother Pract Res               | 1992–2001            | ISSN 1055-050X | American Journal of Psychotherapy                                              |
| The British Journal of Medical Psychology                                  | Br J Med Psychol                     | 1923–2001            | ISSN 0007-1129 | Psychology and Psychotherapy: Theory Research and Practice                     |
| Zeitschrift für klinische Psychologie                                      | Z klin Psychol                       | 1972–1999            | ISSN 0084-5345 | Zeitschrift für klinische Psychologie und Psychotherapie: Forschung und Praxis |
| Zeitschrift für klinische Psychologie und Psychotherapie                   | Z Klin Psychol Psychother            | 1971–1982            | ISSN 0300-869X | Zeitschrift für Psychiatrie, Psychologie und Psychotherapie                    |
| Zeitschrift für klinische Psychologie, Psychopathologie und Psychotherapie | Z f Klin Psych Psychopath Psychother | 1983–1995            | ISSN 0723-6557 | Zeitschrift für Psychiatrie, Psychologie und Psychotherapie                    |
| Zeitschrift für klinische Psychologie, Psychiatrie und Psychotherapie      | ZKPPP                                | 1996–2005            | ISSN 1431-8172 | Zeitschrift für Psychiatrie, Psychologie und Psychotherapie                    |
| Zeitschrift für Psychosomatische Medizin und Psychoanalyse                 | Z Psychosom Med Psychoanal           | 1967–1998            | ISSN 0340-5613 | Zeitschrift für Psychosomatische Medizin und Psychotherapie                    |